# Теракт в кибуце Мецер
Теракт в кибуце Мецер (ивр. הפיגוע בקיבוץ מצר‎) — террористический акт, осуществлённый 10 ноября 2002 года в кибуце Мецер в ходе интифады Аль-Аксы.
Два арабских террориста ворвались в кибуц на машине. В результате расстрела погибло 5 человек, в том числе двое детей 4 и 5 лет, 3 человека были ранены.

## Кибуц Мецер
Кибуц Мецер насчитывает 200 членов и 100 временных жителей, он был основан в 1953 году репатриантами из Аргентины, принадлежащими к молодёжному движению «Ха-шомер ха-цаир», основанному партией МАПАМ (позже вошла в партию Мерец). Кибуц расположен в непосредственной близости от зелёной черты недалеко от города Хадера.

## Теракт
10 ноября два арабских террориста ворвались в кибуц на автомобиле. Вначале Сирхан застрелил Тирцу Дамари, гулявшую на улице со своим другом, после чего в ходе перестрелки погиб Ицхак Дори, секретарь кибуца, вызванный по телефону на место теракта. Затем, в доме Охайон, в детской спальне, Сирхан застрелил двух малолетних детей Матана и Ноама и их мать Ревиталь, пытавшуюся защитить своих детей.
Ответственность за теракт взяла на себя террористическая группировка «Бригады мучеников Аль-Аксы». В опубликованном заявлении «Мучеников аль-Аксы» подчеркивалось, что "операция в поселении Мецер соответствует общей политике ФАТХа, видящей необходимость поражения израильских целей во всяком месте, по обе стороны «зеленой черты».

## Список погибших
- Тирца Дамари (42)
- Ицхак Дори (44)
- Ревиталь Охайон (34)
- Матан (5) и Ноам (4) Охайон

## Последствия
По сообщению, опубликованному пресс-службой израильской армии, 94 % участников опроса, проведенного на официальном интернет-сайте движения ФАТХ сразу после теракта, среди которых были как сторонники «„Исламского джихада“», так и «Хамаса», приветствовали теракт в киббуце Мецер.
Председатель Палестинской автономии Ясир Арафат заявил, что будет сформирована комиссия, для расследования обстоятельств этого происшествия. Министр информации Палестинской автономии назвал происшедшее преступлением.

Официальная газета ПА «Эль-Хаят эль-джадида» озаглавила своё сообщение о теракте следующим образом: «Пятеро израильтян погибли при нападении на поселение Мецер». По данным газеты «The Jerusalem Post», на официальном сайте организации ФАТХ, возглавляемой Арафатом, было вывешено заявление «Бригад мучеников Эль-Аксы», гласящее: 
Мы берем на себя ответственность за смелую и эффективную операцию в поселении Мецер, приведшую к смерти и ранению нескольких сионистских колонизаторов.
Несмотря на теракт, израильское кибуцное движение «ТАКАМ» опубликовало заявление, что оно «продолжает борьбу за достижение мира с палестинским народом». Движение «считает кибуц Мецер живым примером успешного сосуществования между арабами ПА и израильтянами, и надеется, что их связи в будущем только упрочатся». «У нас все равно добрые отношения (с арабами)», — сказал Дорон Либер, член сельскохозяйственной общины в интервью радиостанции «Голос Израиля».
4 октября 2003 года один из террористов, Сирхан Сирхан, оказавшийся родственником Сирхана Б. Сирхана, убившего в 1968 году сенатора Р. Кеннеди, и позже перешедший в «Исламский джихад», был ликвидирован спецподразделением ЦАХАЛа. В перестрелке при ликвидации террориста также погиб 9-летней палестинский ребёнок.
14 ноября 2003 года под эгидой Палестинской автономии в Туль-Кареме был организован многолюдный митинг, посвященный его памяти:
«Губернатор Туль-Карма, Изаддин Аль-Шариф, выступавший от имени Ясера Арафата, произнес речь перед толпой, в которой он неустанно восхвалял убийцу Сирхана Сирхана и назвал его „борцом и мучеником“. Он также передал соболезнования Арафата и руководства ПА семье „героя“».
Пресс-секретарь «Бригад мучеников Аль-Аксы», поклялся продолжить борьбу против Израиля «до полного прекращения оккупации» Иудеи, Самарии и сектора Газа. Он назвал Сирхана «героем, проникшим в сионистское поселение Мецер». Басам Мираль, глава ФАТХа в Туль-Карме, тоже высоко оценил «жертву Сирхана и его вклад» в палестинское дело, подчеркнув, что арабы продолжат борьбу «до полного освобождения своей родины».
Позднее тела двух палестинцев, помогших израильтянам обнаружить и ликвидировать Сирхана, и убитых «Бригадами мучеников Аль-Аксы» и/или «Исламским джихадом», были показаны жителям на центральной площади лагеря беженцев в Туль-Кареме. Показ трупов сопровождался демонстрацией видеоролика, зафиксировавшего данный акт возмездия и выбитого силой покаяния.
«Любопытна реакция палестинских властей на это вопиющее беззаконие. Должностные лица Палестинской автономии в Иудее и Самарии заявили, что, в принципе, не одобряют подобный самосуд, но их возможности по предотвращению таких случаев „ограничены вследствие израильской оккупации“».
Второй террорист, израильский араб Ахмед Кабаа, осужден за участие в теракте в августе 2004 года.